# Forsan, Texas
Forsan là một thành phố thuộc quận Howard, tiểu bang Texas, Hoa Kỳ. Năm 2010, dân số của xã này là 210 người.

## Dân số
- Dân số năm 2000: 226 người.
- Dân số năm 2010: 210 người.